# Reflux vésico-urétéral
 Mise en garde médicale
Le reflux vésico-urétéral (RVU) se définit par le passage, à contre-courant, de l’urine vésicale dans l’uretère et le rein (voies urinaires supérieures).
Sa mise en évidence est essentiellement radiologique et isotopique.
Le RVU traduit une incompétence du système valvulaire de la jonction urétéro-vésicale.

## Bases anatomiques et physiologiques

### La jonction urétéro-vésicale
L’uretère, à partir de son entrée dans la vessie, décrit un trajet oblique intra-mural puis sous muqueux et va déboucher à l’angle du trigone.
Au niveau du hiatus urétéral, des fibres du détrusor récurrentes se détachent du versant extra-vésical et se fixent sur l’adventice urétéral amarrant ainsi l’uretère à son entrée dans la vessie.
Les fibres du détrusor qui entourent l’uretère supra et intra-hiatal forment la gaine de Waldeyer.
L’uretère glisse sous la muqueuse vésicale. Il repose en arrière sur le muscle détrusor.
Dans son trajet sous muqueux, l’uretère est entouré de son adventice et de vaisseaux. Toutes ces fibres musculaires deviennent longitudinales. La longueur totale du trajet sous muqueux est diversement appréciée.

### Le dispositif anti-reflux

#### La théorie de la valve passive
Lorsque la vessie est vide ou partiellement remplie, la pression vésicale est de l’ordre de 10 – 12 mmHg. Cette pression est suffisante pour comprimer la portion sous muqueuse et empêcher le reflux. L’uretère évacue l’urine par des contractions péristaltiques. Lors de ces contractions, la pression intra-urétérale est de l’ordre de 20 – 30 mmHg. Quand la contraction arrive au niveau de l’uretère sous muqueux, elle raccourcit et élargit cette portion, mais le reflux ne peut pas se produire à cause du gradient de pression entre l’uretère et la vessie.
Lorsque la vessie est remplie et que le détrusor fibrille, la pression vésicale augmente et le gradient de pression vessie – uretère s’inverse avec une pression vésicale de 35 – 40 mmHg. La valve passive agit par un double mécanisme d’étirement de la portion intra-murale secondaire à la destruction vésicale, et de compression du segment sous muqueux sur le détrusor qui s’oppose au gradient de pression vessie (40 mmHg) – uretère (30 mmHg). Ceci explique que l’écoulement urétéral ne se fasse plus à vessie pleine et que l’uretère puisse normalement et transitoirement se dilater.

#### La théorie active
La musculature urétéro-trigonale mise sous tension lors de la distension vésicale, se contracte selon un phénomène actif lié au tonus propre à la musculature.

#### La conception actuelle
Elle prend en considération l’ensemble des données précédentes :
Le tonus et la contractibilité propres de la musculature n’interviennent que dans les mouvements péristaltiques qui aboutissent à l’éjaculation urinaire dans la vessie. Ils n’ont pas de rôle anti-reflux.
Le réseau en mailles de fibres collagènes et élastiques entourant ces fibres musculaires ne joue pas un rôle fondamental : la portion sous muqueuse de l’uretère terminal est étiré lors de la distension vésicale. Comme « un doigtier japonais » qui se resserre sur le doigt sur lequel il tire, les mailles du réseau s’allongent et ferment la lumière. La musculature ne représente qu’un des éléments du réseau des mailles. Cet étirement n’est possible que si le point d’ancrage reste fixe et si le point d’appui sur le détrusor est de bonne qualité. Cependant, quatre éléments anatomiques jouent un rôle essentiel dans la prévention du reflux :
- La longueur du trajet sous muqueux et son rapport avec le calibre de l’uretère.
- La solidité des amarres trigonales.
- La solidité de l’appui musculaire postérieur de l’uretère.
- L’intégrité de l’uretère terminal.

## Pathogénie et classification

### Reflux secondaires à une lésion anatomique
- Destruction chirurgicale du mécanisme valvulaire.
- Sclérose du détrusor.
- Vessie neurologique.
- Anomalie congénitale de l’implantation urétéro-vésicale.
- Obstacle cervico-urétral.

### Reflux secondaire à l’infection urinaire aiguë
Certains auteurs soutiennent que l’infection urinaire aiguë peut perturber le fonctionnement de la jonction urétéro-vésicale normale et entraîner un reflux.
D’autres ont démontré que des infections à bacilles Gram – pouvaient altérer le péristaltisme urétéral.
Mais, il faut remarquer que :
- Le reflux ne disparaît pas après guérison de l’infection.
- La plupart des UCR qui montrent un reflux sont réalisées en dehors d’une infection urinaire.
- On ne constate jamais de lésion inflammatoire du méat urétral en opérant un reflux.

Ainsi, il y a probablement des jonctions à la limite de la compétence pour lesquelles, l’infection urinaire entraîne une béance du méat et favorise un RVU.

### Reflux primitif
C’est une anomalie congénitale de la jonction urétéro-vésicale qui associe à des degrés divers 3 éléments :
- Laxité du trigone.
- Déficience des fibres musculaires de l’uretère terminal.
- Trajet sous muqueux trop court avec ectopie latérale du méat.

Le reflux primitif apparaît comme la conséquence d’une malformation, d’une malposition congénitale du bourgeon urétéral et de la jonction urétéro-vésicale.

## Physiopathologie

### Le reflux proprement dit
Les reflux secondaires seraient liés à leur cause.
Le reflux idiopathique peut disparaître spontanément avec le temps et la croissance.

### Conséquences du reflux
En très grande majorité, les reflux sont diagnostiqués à propos d’une infection urinaire. Le reflux ne crée pas d’infection mais il l’appelle, la favorise et l’entretient par suppression de la vidange régulière et complète de la vessie.
Les conséquences sur les voies excrétrices sont des plis muqueux au niveau du bassinet, un aspect rubané ou hypotonique de l’uretère, lié à l’infection urinaire, une dilatation des voies excrétrices, conséquence mécanique du reflux qui entraîne une augmentation du travail de l’uretère et une hyperpression rétrograde.
Pour l’hydronéphrose, il faut distinguer 2 éventualités différentes :
- L’urographie intra-veineuse montre une image d’hydronéphrose par obstacle de la jonction pyélo-urétérale. Le reflux souvent discret n’est qu’un élément associé, et disparaît après un traitement de l’obstacle.
- Elle objective un certain degré de dilatation et d’hypotonie des voies excrétrices sans que l’on puisse affirmer qu’il existe un obstacle au niveau de la jonction pyélo-urétérale et la cystographie objective un reflux massif, avec distension de l’uretère du bassinet et des calices, une angulation très nette au niveau de la jonction pyélo-urétérale.

En amont du reflux, le rein peut rester normal, ou au contraire présenter des altérations avec des images radiologiques très caractéristiques.
Les calices sont rigides, tubulaires, empâtées, convexes, par disparition de l’empreinte papillaire. Souvent tassées les uns contre les autres, prennent l’aspect en « fleur fanée ».
Les déformations calicielles sont soit localisées souvent à un pôle, soit diffuses, s’accompagnent souvent d’une atrophie corticale segmentaire en regard du calice intéressé.
Parfois, l’atrophie rénale est globale avec arrêt de croissance du rein.
Histologiquement, la néphropathie du reflux correspond à 3 types de lésions :
- Pyélonéphrite chronique : néphrite interstitielle bactérienne prédominante au niveau du cortex.
- Dysplasie : anomalie de développement de certains lobules rénaux, caractérisée par la présence d’éléments dysplasiques dans la papille et une désorganisation architecturale du cortex en face de la papille.
- Hypoplasie segmentaire : anomalie portant à la fois sur le cortex avec transformation pseudo-thyroïdienne des tubes, vaisseaux tortueux à parois épaisses, et sur la papille aplatie, fibreuse, désertique. Il y a souvent hypersécrétion de rénine dans les segments pathologiques.

Les lésions de pyélonéphrite sont la conséquence du reflux infecté. Les arguments en faveur de ce mécanisme sont l’évolution des reflux iatrogènes qui ne deviennent nocifs pour le rein que lorsqu’ils sont infectés, l’existence d’une véritable triade reflux-infection-pyélonéphrite, la fréquence des lésions rénales qui est d’autant plus grande que l’infection est ancienne et mal traitée, la bonne tolérance d’un reflux stérile.
Reste à préciser le mode d’inoculation du parenchyme : le reflux intra-rénal est en rapport avec la morphologie de certaines papilles dites composées.
Une papille simple correspond à une seule pyramide et en son petit calice correspondant. Une papille composée est constituée par plusieurs pyramides accolées les unes aux autres, et drainées par plusieurs groupes caliciels.
Ces papilles composées sont plus fréquentes aux deux pôles.
³ Quand la papille est simple : les orifices des tubes collecteurs ont un aspect en fente, et les tubes parallèles à l’axe de la pyramide s’abouchent obliquement par rapport à la surface de la papille. Si la pression augmente brutalement dans le fond du petit calice, elle s’exerce sur les faces latérales du cône papillaire, et elle a tendance à collaber les tubes s’opposant au reflux.
³ Quand la papille est composée : les orifices des tubes collecteurs latéraux ont la même disposition que ceux de la papille simple, mais au centre, les orifices sont ronds, béants et l’augmentation des pressions sur la face latérale de la papille n’entraîne pas leur occlusion. Les tubes centraux sont directement exposés au reflux.
Il n’y a pas de reflux intra-rénal dans toutes les papilles composées. Pour qu’il y ait un reflux dans ces papilles, il faut certaines conditions : Un gradient de pression entre la pression de filtration tubulaire et la pression intra-calicielle lors du reflux et/ou un degré de pénétration du reflux qui dépend de la durée de l’hyperpression en regard du sommet de la papille. Les à coups tensionnels peuvent jouer un rôle. Le reflux peut atteindre l’espace de Bawman.
Ainsi, peut se développer une néphrite interstitielle bactérienne à point de départ caliciel, constituant une pyélonéphrite vraie. Les lésions parenchymateuses ont une topographie segmentaire en forme de cône, à sommet papillaire, et elle se développe au niveau du pôle du rein.
Le rôle mécanique du reflux transmet à la voie excrétrice et au rein la pression endovésicale. Le reflux massif et évoluant depuis longtemps est dangereux pour le rein en dehors de toute infection.
Un cas particulier est l'hypoplasie segmentaire. Cliniquement, on peut penser d’emblée à une dysplasie majeure chez un nourrisson qui présente un méga-uretère stade V et un rein réduit à un petit casque parenchymateux sans grande valeur fonctionnelle. De même, l’association chez une fille de 6 à 12 ans d’une infection urinaire plus ou moins asymptomatique, d’un reflux modéré et de lésions cortico-papillaires importantes évoque immédiatement l’hypoplasie segmentaire surtout si la tension artérielle est élevée. Radiologiquement, il est impossible de séparer dysplasie, hypoplasie et pyélonéphrite.
La biopsie est inutilisable compte tenu le caractère focal des lésions.

## Épidémiologie
La prévalence chez l'enfant est estimée à 1 % mais certains avancent des chiffres bien supérieurs. Elle est plus rare chez l'enfant noir.
L’âge de découverte est variable allant d’un jour à 13 ans.

## Clinique

### Symptomatologie
Seule une douleur lombaire à marche ascendante per ou post-mictionnelle peut être considérée comme caractéristique du reflux, mais c’est un symptôme rare chez l’enfant.
Parfois, le reflux est découvert lors d'un examen systématique.
Mais, presque toujours un reflux est découvert à l’occasion d’une infection urinaire par une UIV et la cystographie mictionnelle.

## Évolution
La majeure partie des cas rétrocède spontanément en quelques années, surtout dans les formes peu sévères. Le risque en est cependant l'atteinte rénale, appelée « néphropathie du reflux », pouvant être, parfois, irréversible, du fait des infections. Cette atteinte est corrélée avec le degré du reflux.

### Diagnostic
L’urographie intra-veineuse (UIV ) met en évidence des signes indirects du reflux : plis muqueux longitudinaux du bassinet, uretère un peu flasque et rubané, ou trop bien imprégné en fin d’examen, image de déformation rétractile calicielle. Il est rare que l’UIV objective le reflux lui-même.
La cystographie mictionnelle consiste en l'opacification de la vessie par un produit de contraste qui est introduit par la montée d'une sonde dans la vessie par l'intermédiaire de l’urètre. Des clichés radiologiques sont alors pris. Normalement les uretères ne sont pas visualisés, sauf en cas de reflux. L’urocystographie rétrograde est une exploration dynamique qui doit toujours comporter un cliché pendant une miction à plein jet et un cliché post mictionnel afin de mettre en évidence les reflux purement actifs et d’éliminer un obstacle cervico-urétral. La cystographie permet d’affirmer l’existence d’un reflux, d’affirmer son caractère primitif idiopathique. Elle permet de distinguer le reflux passif survenant au cours du remplissage, d’un reflux actif ne se manifestant que pendant la miction.
Plusieurs classifications ont été proposées. La classification internationale de Duckett comporte cinq stades :
Type I : reflux dans un uretère pelvien fin.
Type II : reflux total sans dilatation urétéro-pyélo-calicielle.
Type III : dilatation urétéro-pyélique modérée sans atteinte calicielle.
Type IV : dilatation urétéro-pyélo-calicielle avec bombement et déformation des papilles.
Type V : dilatation et tortuosité urétérale majeure, grosse dilatation pyélo-calicielle avec perte de la vision des papilles.
Il faut ajouter à ces 5 stades la notion du reflux intra-rénal qui peut être présent dans les stades IV et V et apparaît comme un facteur de gravité.
Enfin, la cystographie peut montrer l’existence d’autres anomalies vésicales associées.
Le « trapping » consiste en une rétention de produit opaque dans l’uretère témoignant d’une hypotonie majeure de l’uretère, soit d’un certain degré d’obstruction au niveau de l’uretère terminal. Ce phénomène est un facteur aggravant. Une cystographie normale ne permet pas d’éliminer un reflux.
La cystoscopie permet d'une part d’affirmer la béance et l’incompétence de la jonction et d’autre part, permet d’apprécier l’importance, le degré de la malformation de la jonction. Elle permet d’observer :
- la longueur du trajet sous muqueux de l’uretère : 0,5 mm chez le nouveau-né et 14 mm chez l’adulte. On estime qu’une longueur inférieure à 8 – 10 mm chez un enfant correspond à un trajet sous muqueux anormalement court ;
- la position de l’orifice urétéral : normal, intermédiaire ou en ectopie latérale externe.

Le degré d’ectopie de l’orifice est mesurable au cours de la cystoscopie par l’angle que fait le cystoscope avec l’axe médian du corps ;
- la musculature péri-méatique, et de dépister certaines cellules ou certains diverticules invisibles sur la cystographie ;
- la forme des orifices urétéraux : plus l’orifice est ouvert et anormal, plus il est latéral, plus le trajet sous muqueux est court voire inexistant, plus le risque de reflux est important.

Type 0 : forme d’un petit cône au sommet duquel débouche le méat.
Type 1 : forme d’un stade.
Type 2 : forme d’un fer à cheval.
Type 3 : en trou de golf (absence totale du tunnel sous muqueux).
L'échographie rénale a pour but d’apprécier l’état du rein par la recherche des modifications calicielles, la diminution de l’index cortico-papillaire, les modifications de la taille et de la croissance du rein.

### Cas particuliers

#### Duplication urétérale
Le reflux survient fréquemment dans le pyélon inférieur de la duplication. Ceci s’explique par le trajet sous muqueux court et la position latérale de l’orifice correspondant.
L’UIV retrouve une différence d’aspect entre le pyélon inférieur dilaté et le pyélon supérieur normal avec des signes d’atteinte parenchymateuse.
Le reflux peut survenir sur le pyélon supérieur ; il s‘agit le plus souvent d’un reflux per mictionnel sur un uretère en ectopie cervicale. L’existence d’un reflux dans les deux pyélons doit faire évoquer le diagnostic de bifidité avec anomalie orificielle de l’uretère commun.

#### Syndrome de la jonction pyélo-urétérale
C’est une anomalie rare, mais qui expose des problèmes thérapeutiques.
On se retrouve devant une dilatation pyélo-calicielle urographique avec un uretère plus ou moins dilaté.
La cystographie est dans ce cas demandée systématiquement.
Si les urines ne sont pas infectées, et si le reflux s’accompagne d’une anomalie orificielle, il faut alors admettre l’hypothèse d’une pathologie des 2 extrémités de l’uretère.
Sur le plan thérapeutique, il faut d’abord la réparation du syndrome de jonction pyélo-urétérale, ensuite après plusieurs mois le traitement du reflux.

#### Méga-uretère refluant
Il est parfois difficile de distinguer entre méga-uretère refluant vrai massif, et dilatation urétérale importante stade V.

## Traitement

### Chirurgical
le principe est de recréer un trajet sous muqueux à l’uretère pour rétablir un système de valve compétent. Pour y parvenir, il faut rassembler plusieurs conditions :
- l’uretère doit cheminer dans un tunnel sous muqueux.
- L’uretère sous muqueux doit être suffisamment long, au moins 4 fois le diamètre après suppression de l’uretère terminal. Le trajet sera d’autant plus long que l’uretère est plus gros.
- Le plan d’appui postérieur sur lequel repose l’uretère doit être de bonne qualité.
- L’amarrage de l’uretère au muscle trigonale doit être solide.
- La dissection de l’uretère doit respecter sa vascularisation afin d’éviter l’œdème post opératoire, source d’obstruction temporaire.
- S’assurer de l’absence d’un obstacle sous-jacent.
- Les urines doivent être stériles.

Les voies d'abord sont soit l'incision de Pfannenstiel, ou la voie dite faux Pfannenstiel (incision transversale sus pubienne, décollement sous cutané et incision verticale de l’aponévrose des grands droits), la voie médiane sous ombilicale (proscrite chez l’enfant), la voie latérale sous péritonéale en cas de réimplantation unilatérale.

#### Les techniques extra-vésicales
(LICH, GREGOIR, HUTCH).
Dans ce cas, l’uretère est abordé par voie rétro-vésicale sans ouvrir la vessie.
La paroi musculaire du détrusor est incisée le long du trajet de l’uretère sur quelques centimètres jusqu’à la muqueuse.
L’uretère est alors repoussé sur ce segment contre la muqueuse vésicale, à l’intérieur de la vessie, et la paroi musculaire refermée par derrière par des sutures de fil résorbable.

#### Les techniques endo-vésicales
Elles sont les plus nombreuses.
La vessie est abordée par une petite incision de Pfannenstiel, elle est incisée verticalement et suspendue par un petit écarteur autostatique en cadre.
La dissection et libération de l’uretère pathologique est faite par l'introduction d'un cathéter dans l’uretère auquel il est fixé par un fil. Une collerette de muqueuse est alors découpée tout autour de l’orifice de l’uretère disséqué sur environ 4 à 5 cm, le long de sa paroi, en préservant sa vascularisation. Lorsque l’uretère est suffisamment mobilisé, il faut réaliser le trajet sous muqueux ; et c’est là que les techniques diffèrent.
La technique de Leadbetter-Politano consiste en une dissection de l’uretère disséqué pour qu'elle pénètre dans la vessie par orifice situé à plusieurs centimètres au-dessus de l’emplacement de l’orifice urétral. Un tunnel sous muqueux est alors créé entre le nouvel orifice d’entrée et l’orifice de dissection urétrale. L’uretère passé dans ce tunnel vient se réinsérer à sa place primitive.
La technique de Glenn-Anderson consiste à faire un dispositif anti-reflux par avancement, le tunnel sous muqueux étant réalisé entre l’orifice urétral et le col, dans l’axe de l’uretère.
Le néo-orifice urétral se trouve alors près du col, dans une zone trigonale fixe.
La technique de Cohen consiste en un avancement urétéral qui est transversal en travers du trigone. Le tunnel sous muqueux est créé depuis l’orifice d’extraction de l’uretère jusqu’au-dessus de l’orifice urétéral controlatéral.

#### Intervention uni- ou bilatérale?
L’expérience prouve que, souvent, s’il y a une anomalie orificielle, elle atteint d’une façon plus ou moins symétrique les deux uretères, même si le reflux apparaît unilatéral.
Si l’on ne traite que l’uretère le plus atteint qui servait de soupape, on voit très rapidement se décompenser l’orifice controlatéral, avec apparition d’une récidive de reflux du côté opposé.
D’où la tendance actuelle de faire très souvent, dans la pathologie malformative, des anti-reflux bilatéraux d’emblée, surtout si l’orifice urétéral est endoscopiquement anormal.
L’intervention de COHEN est la meilleure technique pour un anti-reflux bilatéral.

#### Critères de choix
Cela dépend de l’état des uretères, de l’état de la vessie et de la forme du trigone.
Si les uretères sont souples, parfaitement libérés, la vessie belle, le trigone large, toutes les techniques sont bonnes. La technique de Cohen est dans ce cas la plus simple.
Si les uretères sont rigides, peu mobiles malgré une dissection haute extra-vésicale, et de plus la vessie est trabéculée, mieux vaux choisir une technique où l’amarrage urétéral est solide : un Glenn-Anderson ou un Leadbetter-Politano.
Si le trigone est large, on fera volontiers des avancements transversaux avec une technique de Cohen.
Si le trigone est étroit, on fera plutôt des avancements vers le col avec un Glenn-Anderson ou un Leadbetter-Politano.

#### Surveillance post-opératoire
Le drainage vésical restera en place 4 à 5 jours avec vérification de la stérilité des urines.
Un drainage urétéral ne sera laissé qu’en cas de chirurgie difficile ou de remodelage urétéral.
Un petit drain aspiratif sera laissé dans le retzius pendant 48h.
L’examen cytobactériologique des urines est contrôlé une fois par mois.
L’UIV sera faite à la 6e semaine et une cystographie de contrôle au 6e mois.
La surveillance ultérieure dépendra de l’importance de l’atteinte rénale.

#### Complications
Il s’agit soit de la persistance soit de la récidive du reflux. Ces complications sont rares, 1 à 2 %, ont pour cause soit une rétraction du trajet sous muqueux soit une fistule urétéro-vésicale au niveau de ce trajet.
La récidive nécessite une reprise chirurgicale après un délai suffisant de la 1re intervention.
Les sténoses sont rares, se traduisent par la fièvre. Il s’agit soit d’un défaut de montage, soit le plus souvent de problèmes ischémiques au niveau de l’uretère distal. Elles nécessitent par contre une réintervention plus rapide.

### Endoscopique
La technique consiste en l'injection dans la paroi de la vessie, près de l'émergence des uretères d'un gel qui va comprimer la jonction vésico-urétérale. le résultat aboutit à un meilleur taux de résolution qu'avec une attitude attentiste, avec cependant des récidives tardives. À court terme, la disparition du reflux est atteint dans trois quarts des patients. En termes d'infection, le traitement endoscopique ne fait pas mieux qu'une antibiothérapie préventive.
Le geste est fait sous anesthésie générale et comporte moins de 10 % de complications.

### Médical
Son but est de traiter l’infection inaugurale (pyélonéphrite) et de prévenir les récidives ou rechutes jusqu’à la disparition spontanée ou chirurgicale du reflux.

#### Traitement des infections urinaires
Toutes les infections urinaires, aussi longtemps que le reflux persiste, seront traitées comme des infections parenchymateuses.
Le traitement sera adapté en fonction du germe retrouvé et de l’âge.

#### Traitement prophylactique
Après vérification de la stérilisation des urines, un traitement prophylactique sur plusieurs années par antibiotiques à petites doses est instauré mais son intérêt reste discuté : Les études initiales montrent la disparition du reflux dans la plupart des cas modérés et le traitement chirurgical (sauf dans les cas graves) ne semble pas faire mieux que le traitement médical au niveau de la préservation des reins. Cependant, la surveillance simple (avec traitement des infections lorsqu'elles surviennent), bien que comportant des risques de récidive infectieuse plus importante, fait aussi bien que le traitement prophylactique en termes d'atteinte rénale. La prise prolongée d'antibiotiques expose également au risque de résistance à ces derniers.

### Stratégie et indications thérapeutiques
la prise en charge du reflux vésico-urétéral a fait l'objet de la publication de plusieurs recommandations, dont celles du National Institute for Health and Clinical Excellence (Grande-Bretagne) en 2007 et de l'American Urological Association en 2010.
Les éléments de décision sont :
- Le grade du reflux : Il est logique d’opérer :
  - Les reflux de grades élevés IV et V.
  - Les reflux de grade II et III pour lesquels la cystoscopie montre un orifice urétéro-vésical en « trou de golf ».
  - Les reflux avec diverticules ou sur duplicité.
- L’âge : Avant l’âge d’1 an, il y a plus d’échecs chirurgicaux et plus de risques opératoires. Donc, le traitement médical est préférable, au moins pendant quelques mois.
- Le risque de lésion rénale : le traitement chirurgical s’impose en cas de reflux intra-rénal car les lésions parenchymateuses existent déjà. L’élément pathogène est la néphropathie de reflux. Donc l’infection non maîtrisée par un traitement médical bien conduit est une indication opératoire formelle.
- Les facteurs personnels et sociaux : c’est l’impossibilité d’assurer un traitement médical correct ou un retentissement psychologique sur l’enfant.
- La durée du traitement médical : la prolongation au-delà de 2 à 4 ans de la prophylaxie anti-septique urinaire comporte des risques potentiels et nécessite une surveillance, constituant alors des arguments pour un traitement chirurgical.